# Johnnie Perrin
Johnnie Perrin war ein maltesischer Fußballspieler auf der Position des Torwarts, der als einer der besten Torhüter des maltesischen Fußballs aller Zeiten und als der wohl beste Torhüter Maltas der 1920er-Jahre gilt. Er spielte zunächst für die Msida Rangers und später für die Sliema Wanderers.

## Leben
1911 trat Perrin mit den Msida Rangers, die als krasser Außenseiter galten, gegen den haushohen Favoriten FC St. George’s an. Obwohl St. George das Spiel absolut beherrschte und allein in der ersten Halbzeit etwa 40 Chancen hatte, konnte Perrin seinen Kasten sauber halten und wehrte Bälle ab, die die Zuschauer eigentlich schon im Tornetz gesehen hatten. Bei einer der wenigen Chancen, die Medina sich in der zweiten Halbzeit herausspielte, erzielte sein Bruder James Perrin das Siegtor zum 1:0 für den krassen Außenseiter.